# ويلهلم مارشال
ويلهلم مارشال (بالألمانية: Wilhelm Marschall)‏ هو عسكري ألماني، ولد في 30 سبتمبر 1886 في آوغسبورغ في ألمانيا، وتوفي في 20 مارس 1976 في مولن في ألمانيا.

## وصلات خارجية
- ويلهلم مارشال على موقع مونزينجر (الألمانية)